# Damián Alcázar
Jorge Damián Alcázar Castello (8 de gener de 1953, Jiquilpan, Michoacán, México) més conegut com a Damián Alcázar, és un polític i actor mexicà. Ha participat a El crimen del padre Amaro, Un mundo maravilloso, La ley de Herodes, El infierno, Satanás, Borderland (pel·lícula del 2007), Les Cròniques de Nàrnia: el príncep Caspian en la sèrie El Dandy. Alcázar és l'actor mexicà que més Premios Ariel ha guanyat.

## Carrera

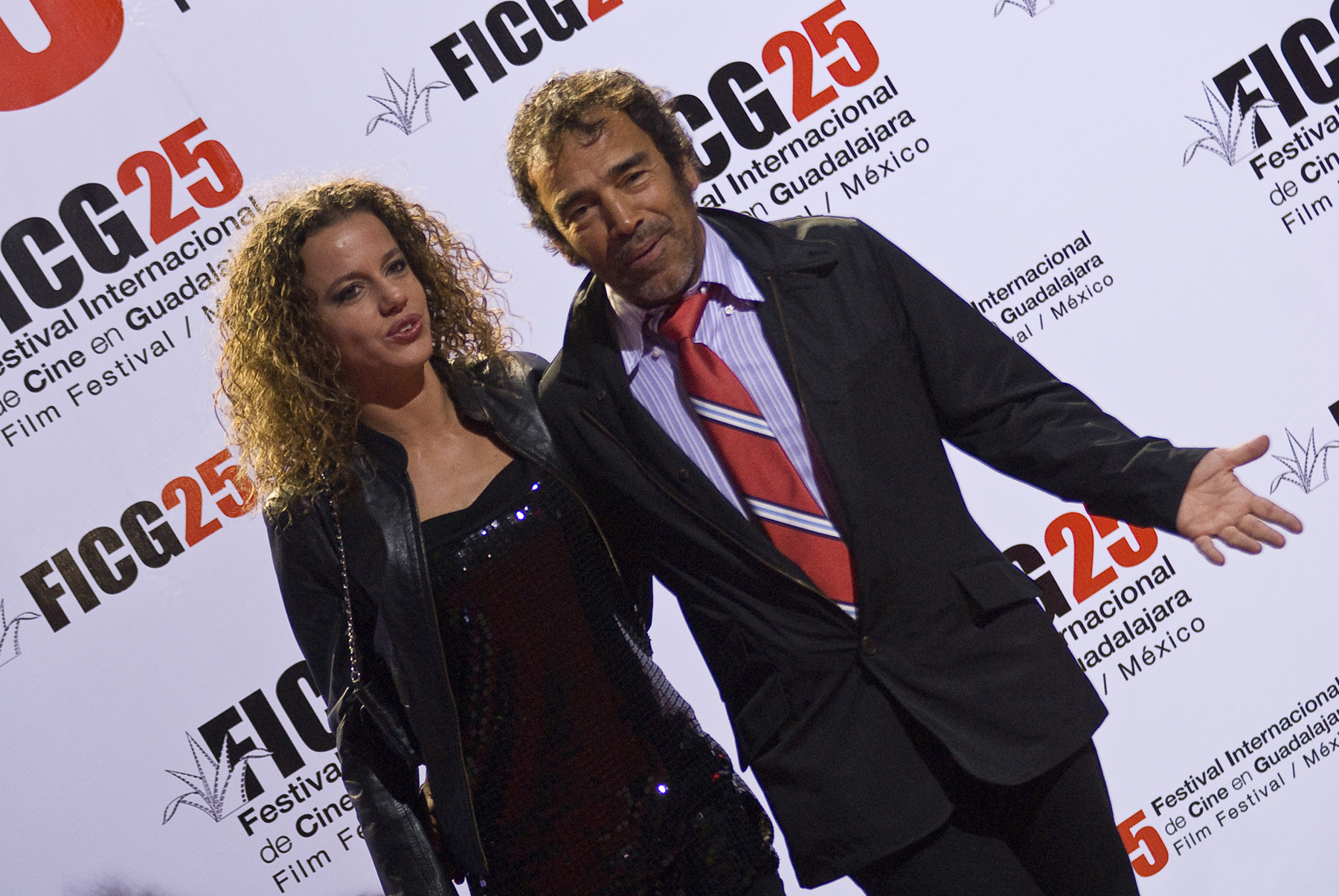
Damián Alcázar en el Festival Internacional de Cinema de Guadalajara en la seva 25° edició, el 19 de març de 2010.

Damián Alcázar va estudiar actuació primer en el Institut Nacional de Belles arts i en el Centre d'Experimentació Teatral, després va continuar en la Facultat de Teatre de la Universitat Veracruzana, on en anys posteriors treballaria com a professor.
Es va exercir com a actor durant vuit anys en dues companyies de teatre, al costat dels més prestigiats directors de Mèxic. Sota la direcció del convidat George Labaudan, es va presentar en El balcón, de Jean Genet.
Ha aparegut en sis pel·lícules estrangeres i en més de vint-i-vuit pel·lícules mexicanes. Va ser premiat amb el Premi Ariel al millor actor en 1999 i eel 2004, per les cintes Bajo California: El límite del tiempo, de Carlos Bolado, i a Crónicas, de Sebastián Cordero. Va guanyar també el premi al millor actor en el Festival de Valladolid (Espanya), per aquesta última.
Va rebre l'Ariel al Millor Actor de Repartiment per El anzuelo, d'Ernesto Rimoch; per Lolo, de Francisco Athié, i per l'èxit de Carlos Carrera, El crimen del padre Amaro. Ha estat nominat per a rebre aquest mateix premi en altres quatre ocasions.
Va obtenir el guardó al millor actor al Festival Internacional de Cinema de Cartagena de Indias (Colòmbia) per la pel·lícula Dos crímenes, de Roberto Sneider.
També ha treballat en telenovel·les, la més recent Secretos del corazón, produïda per Epigmenio Ibarra per TV Azteca.
A l'abril de 2013 va ser guardonat amb el Premi d'Honor de la XIX Mostra de Cinema Llatinoamericà de Catalunya al costat de José Coronado.
L'any 2016 va ser nominat als Premis Platino per la seva actuació en el film Magallanes, i el 2017 per La delgada línea amarilla.
Al juliol de 2018 va rebre un homenatge en Guanajuato Capital on va rebre la Creu de Plata per part del Festival Internacional de Cinema de Guanajuato (GIFF)] i al seu torn va ser honrat amb la Medalla de Plata de la Filmoteca de la UNAM.
D'altra banda, l'any 2019 participa posant la veu de narrador en el podcast Fausto realitzat per Spotify Mèxic. La sèrie conté vuit capítols i reconstrueix la història real del crim d'una família al desembre de 1991, ocorregut al municipi d'Ecatepec, Estat de Mèxic.

## Crítiques sobre la seva actuació com a diputat constituent a la Ciutat de Mèxic
Damián Alcázar va formar part de l'assemblea constituent de la Ciutat de Mèxic proposat per Morena, partit polític del president López Obrador, una cambra en la qual requeia el poder per a reformar l'ordenament jurídic i, per tant, redactar la nova Constitució de la Capital del país, previ al fet que aquesta fos considerada una altra entitat federativa més.
Com a diputat va tenir un acompliment molt pobre: solament va tenir quatre assistències, es va absentar per tres mesos i va renunciar a l'encàrrec popular per qüestions de treball, és a dir personals.

Fins i tot un reporter va encarar a l'actor, preguntant el perquè de l'absència, quan aquest es va aparèixer en l'assemblea ja instal·lada i en funcions. Un Alcázar reptador va dir el següent:
"(Em vaig absentar) per treball, perquè jo sóc un actor i sóc un ciutadà lliure i puc fer el que em plagui. I una cosa que vaig fer va ser treballar amb els meus companys per mitjà d'internet perquè era a l'estranger."
Davant aquesta resposta, una altra reportera li va preguntar que perquè si tenia aquests compromisos laborals no havia demanat una llicència. La resposta va ser més mesurada:
"(No vaig demanar llicència) perquè vaig estar al corrent del que s'estava fent. Estic en dues comissions, em sembla formidable el treball que han fet els meus companys. No sols els meus companys, tots els constituents. Jo estava al pendent, no tenia per què venir i signar."
Davant les preguntes finals sobre si de qualsevol forma el fet que hagués estat absent significava que no va haver-hi debat de la seva part amb altres partits dins de l'assemblea va dir el següent:
"Faré tot el possible per venir a les votacions. Haig de tornar a treballar al projecte en el qual estic. Si no és així, hauria de demanar una llicència. Però jo suposo que si puc fer-ho (votar) buscar que dies són els més importants i treure un llicència en el projecte en el qual estic i venir."
L'actor va acabar demanant llicència a l'assemblea constituent.
Alcázar ha estat un dels crítics més durs del règim previ al del president López Obrador. De fet, va fer parella amb el director Luis Estrada per a fer una sèrie de pel·lícules molt crítiques amb els règims del Partit Revolucionari Institucional i del Partit Acció Nacional.
L'actor continua donant suport al govern del President López Obrador.

## Filmografia

### Cinema i televisió
| Cinema    | Cinema                                                | Cinema                                              | Cinema |
| Any       | Pel·lícula                                            | Paper                                               | Notes |
| --------- | ----------------------------------------------------- | --------------------------------------------------- | --- |
| 1987      | Pasa en las mejores familias                          |                                                     | |
| 1989      | Romero                                                | Camperol                                            | |
| 1989      | La ciudad al desnudo                                  | La Suavecita                                        | |
| 1990      | Las buenas costumbres                                 |                                                     | |
| 1991      | La leyenda de una máscara                             | Olmo Robles                                         | |
| 1991      | Bandidos                                              | Mexicà                                              | |
| 1991      | La mujer del puerto                                   | Marro                                               | |
| 1991      | El patrullero                                         | Sospechoso #1                                       | |
| 1991      | Diplomatic Immunity                                   | Netejador de piscina / Assassí a sou (no acreditat) | |
| 1993      | Abuelita de Bakman                                    | Escriptor                                           | |
| 1993      | Lolo                                                  | Marcelino                                           | Premi Ariel a la millor coactuació masculina |
| 1994      | Ámbar                                                 | Pres cárcel 1                                       | |
| 1995      | Dos crímenes                                          | Marcos González                                     | Nominat—Premi Ariel al millor actor |
| 1995      | Algunas nubes                                         | La Rata                                             | |
| 1995      | En el aire                                            | Cmdr. Paco                                          | |
| 1996      | Tres minutos en la oscuridad                          |                                                     | |
| 1996      | El anzuelo                                            | Humberto                                            | Premi Ariel a la millor coactuació masculina |
| 1996      | Katuwira                                              | Caronte                                             | |
| 1996      | Overkill                                              | José                                                | |
| 1997      | Men with Guns                                         | Padre Portillo                                      | |
| 1998      | Bajo California: El límite del tiempo                 | Damián                                              | Premi Ariel al millor actor |
| 1999      | Ave María                                             | Cuña                                                | |
| 1999      | La ley de Herodes                                     | Juan Vargas                                         | Premi Ariel al millor actor Premi del Festival Internacional de Cinema de Valladolid al millor actor |
| 1999      | Sofía                                                 | Pedro                                               | |
| 2000      | Sexo por compasión                                    | Hombre virgen                                       | |
| 2000      | Crónica de un desayuno                                | Taxista                                             | |
| 2001      | Pachito Rex - Me voy pero no del todo                 |                                                     | Nominat—Premi Ariel al millor actor de repartiment |
| 2001      | La habitación azul                                    | Garduño                                             | Nominat—Premi Ariel al millor actor de repartiment |
| 2002      | El crimen del padre Amaro                             | Padre Natalio Pérez                                 | Premi Ariel a la millor coactuació masculina Premi Mayahuel al millor actor |
| 2004      | Crónicas                                              | Vinicio Cepeda                                      | Premi Ariel al millor actor India Catalina de Oro al millor actor Premi Mayahuel al millor actor Premio del Festival de cine de Lima al millor actor Premio del Festival internacional de cine de Miami al millor actor Premi Horizonte |
| 2004      | Héctor                                                | Martín                                              | |
| 2005      | Borderland: Al otro lado de la frontera               | Ulises                                              | |
| 2005      | Sólo Dios sabe                                        | Presagio                                            | |
| 2005      | Las vueltas del citrillo                              | Sargento Collazo                                    | Premi Ariel al millor actor |
| 2005      | Un mundo maravilloso                                  | Juan Pérez                                          | Diosa de Plata al millor actor |
| 2006      | El camino del diablo                                  | Reymundo Barreda Sr.                                | |
| 2006      | Fuera del cielo                                       | Javier Patrón                                       | |
| 2007      | Satanás                                               | Eliseo                                              | |
| 2007      | ¡Pega Martín pega!                                    |                                                     | |
| 2008      | El viaje de Teo                                       | Wenceslao                                           | |
| 2008      | Les Cròniques de Nàrnia: el príncep Caspian           | Lord Sopespian                                      | |
| 2009      | Marea de arena                                        |                                                     | |
| 2009      | Bala Mordida                                          | Comandant                                           | |
| 2009      | Don't Let Me Drown                                    | Ramón                                               | |
| 2009      | Del amor y otros demonios                             | Abrenuncio                                          | |
| 2009      | Corto libre                                           |                                                     | |
| 2010      | De la infancia                                        | Basilio Niebla                                      | |
| 2010      | Chicogrande                                           | Chicogrande                                         | |
| 2010      | García                                                | García                                              | |
| 2010      | El infierno                                           | Benjamín García "El Benny"                          | Premi Ariel al millor actor Diosas de Plata al millor actor Premis ACE al millor actor |
| 2010      | El último comandante                                  | Paco Jarquín                                        | Premi de Cinema Ceará al millor actor |
| 2012      | Fecha de caducidad                                    | Genaro                                              | |
| 2012      | Hermano lejano                                        | Psicòleg                                            | |
| 2013      | Ciudadano Buelna                                      | Lucio Blanco                                        | |
| 2013      | Olvidados                                             | José Mendieta                                       | |
| 2014      | Magallanes                                            | Harvey Magallanes                                   | Premi Macondo al millor actor Principal |
| 2014      | La dictadura perfecta                                 | Governador Carmelo Vargas                           | |
| 2014      | Eddie Reynolds y Los Ángeles de Acero                 | Lalo / Eddie                                        | Nominat-Premi Ariel al millor actor |
| 2015      | La delgada línea amarilla                             | Toño                                                | Nominat-Premi Ariel al millor actor |
| 2015      | Mangoré, por amor al arte                             | Agustín Barrios                                     | |
| 2015      | Las Aparicio                                          | Hernán                                              | |
| 2015      | La sargento Matacho                                   | Feliciano Pachón                                    | |
| 2016      | El Hotel                                              | Papá de Citlalli                                    | |
| 2017      | Ana y Bruno                                           | Ricardo                                             | |
| 2018      | Rubirosa                                              | Rafael Leonidas Trujillo                            | |
| 2019      | El complot mongol                                     | Filiberto García                                    | |
| 2019      | Miss Bala                                             | Chief Saucedo                                       | |
| 2019      | Mosh                                                  | Jose La Iguana                                      | |
| Televisió |                                                       |                                                     | |
| Any       | Títol                                                 | Paper                                               | Notes |
| 1986      | El camino secreto                                     | José Luis                                           | |
| 1990      | Mi pequeña Soledad                                    | Florentino                                          | |
| 1991      | Yo no creo en los hombres                             | Juan                                                | 1 episodio |
| 1992      | Saturday Night Thief                                  | Hugo                                                | Curtmetratge |
| 1993      | Nurses on the Line: The Crash of Flight 7             | Machine Gun                                         | |
| 1994      | Fantasma unido jamás será vencido                     |                                                     | Curtmetratge |
| 1994      | Entre vivos y muertos                                 |                                                     | |
| 1998      | Demasiado corazón                                     |                                                     | |
| 1999      | Cuentos para solitarios                               | Ramón                                               | Episodi "La mala hora de Ramón" |
| 2000      | Todo por amor                                         | Don Mariano                                         | 260 episodis |
| 2003      | And Starring Pancho Villa as Himself                  | Gen. Rodolfo Fierro                                 | pel·lícula |
| 2003      | El alma herida                                        | Frank López                                         | 1 episodi |
| 2009      | Kdabra                                                | René                                                | "Tots els episodis" |
| 2010      | Las Aparicio                                          | Hernán Almada                                       | Episodi 1 |
| 2011      | El encanto del águila                                 | Plutarco Elías Calles                               | Episodis: "El último Caudillo", "La imposición del Caudillo", "De la Constitución a la Rebelión" |
| 2012      | Lynch                                                 | Eduardo Zúñiga                                      | Episodis: "La causa" i "Llorando sobre la leche derramada" |
| 2012      | Capadocia                                             | Alberto Gómez                                       | |
| 2013      | Metástasis                                            | Tuco Salamanca                                      | |
| 2013      | Documental: África, como nunca antes había sido vista | Narrador                                            | |
| 2014      | Señora Acero                                          | Vicente Acero                                       | 15 episodis |
| 2015      | El Dandy                                              | Juan Antonio Ramírez 'El Chueco'                    | 70 episodis |
| 2015      | The Substance of Evil                                 | Padre Macario                                       | 13 episodis |
| 2015      | Hypno                                                 | Hipólito / Tancredo                                 | 13 episodis |
| 2016      | 2091                                                  | Sr. Hull                                            | |
| 2017      | Narcos                                                | Gilberto Rodríguez Orejuela                         | |
| 2017      | Rosas y espinas                                       | Diego Díaz                                          | |
| 2017-2018 | Sin senos si hay paraíso                              | Don Chalo                                           | |
| 2018      | José José: el príncipe de la canción                  | José Sosa                                           | |
| 2018      | Rubirosa                                              | Rafael Leonidas Trujillo                            | |
| 2019      | Tijuana                                               | Antonio Borja                                       | |
| 2019      | Preso No. 1                                           | Salvador Fraga                                      | |

### Curtmetratges
- 1985 - El centro del laberinto
- 1986 - Debutantes
- 1987 - Carta de un sobrino
- 1991 - Un cielo cruel y una tierra colorada
- 1991 - Sombra de ángel
- 1992 - Cita en el paraíso ... (Pablo)
- 1996 - Jaque de familia
- 1996 - El timbre
- 1997 - Rastros
- 1997 - El banquete
- 2003 - Cruz
- 2003 - Ana
- 2003 - Nadie regresa por tercera vez ... (Narrador)
- 2004 - La escondida ... (Político)
- 2004 - The Table Is Set
- 2006 - Aquí no hay nadie ... (Ignacio)
- 2006 - Traducción simultánea
- 2007 - Señas particulares ... (Genaro)
- 2008 - Planta baja ... (Sergio)
- 2010 - Plaga ... (Hijo)
- 2010 - Los dos Pérez
- 2014 - Preludio

### Doblatge
- Lord Sopespian (ell mateix), a Les Cròniques de Nàrnia: el príncep Caspian
- Sirius Black (Gary Oldman), a Harry Potter i el pres d'Azkaban.